# Festival Eurovisão da Canção 1981
O Festival Eurovisão da Canção 1981 (em inglês: Eurovision Song Contest 1981, em francês: Concours Eurovision de la chanson 1981 e em irlandês: Comórtas Amhránaíochta na hEoraifíse 1981) foi o 26º Festival Eurovisão da Canção e realizou-se em 4 de abril de 1981 em Dublin. A apresentadora foi Doireann Ní Bhriain. Os Bucks Fizz foram os vencedores desse ano com a canção "Making Your Mind Up". 

## Local

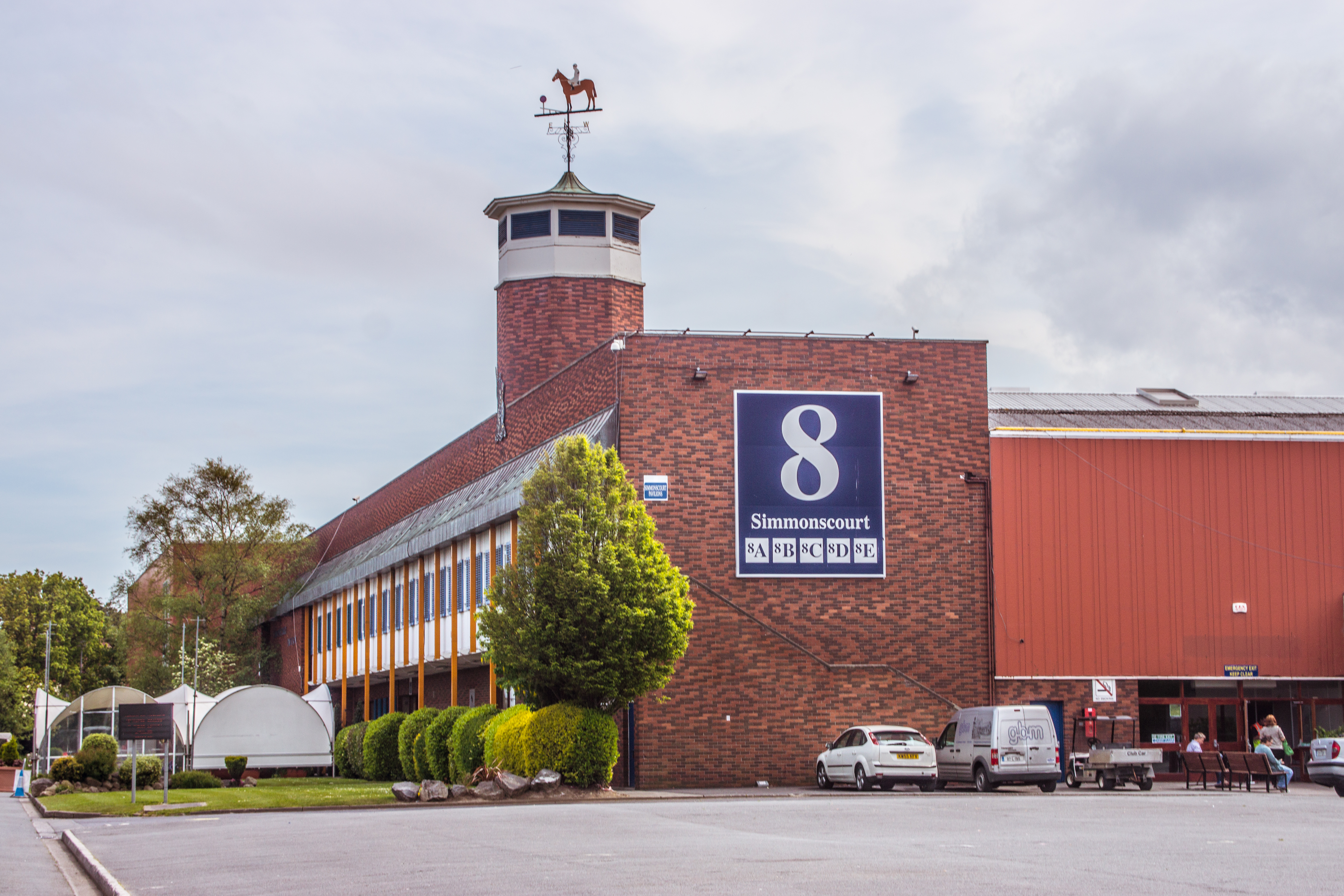
O RDS Simmonscourt Pavilion, em Dublin, na Irlanda.

O Festival Eurovisão da Canção 1981 ocorreu em Dublin, na Irlanda. Dublin é a capital e maior cidade da Irlanda. O nome em inglês deriva da palavra irlandesa "Dubhlinn" (ocasionalmente também grafada Duibhlinn ou Dubh Linn), que significa "Lago Negro". Localiza-se na província de Leinster próxima ao ponto mediano da costa leste da Irlanda, sendo cortada pelo Rio Liffey e o centro da região de Dublin. Desde 1898 possui nível administrativo de condado (county-boroughs). Seus limites são os condados de Fingal a norte, Dublin meridional a sudoeste e Dun Laoghaire-Rathdown a sudeste. Tem uma população de 527 612 habitantes na cidade, e sua área metropolitana tem 1 804 156 habitantes. Fundada como um assentamento viquingue, foi o centro do Reino de Dublin e se tornou a principal cidade da Ilha após a invasão dos Normandos. A cidade cresceu de maneira rápida durante o século XVII; se tornou na época a segunda maior cidade do Império Britânico e a quinta maior da Europa. Dublin entrou em um período de estagnação após o Ato de União de 1800, mas continuou o centro econômico da Ilha. Após a Partição da Irlanda em 1922, virou a capital do Estado Livre Irlandês, e mais tarde, da República da Irlanda. Dublin é reconhecida como uma cidade global, com um ranking "Alpha-", colocando a cidade entre as 30 mais globalizadas do mundo. Atualmente é o principal centro histórico, cultural, econômico, industrial e educacional da Irlanda.
O festival em si realizou-se no RDS Simmonscourt Pavilion, uma sala polivalente, pertencente ao complexo de recreação da Royal Dublin Society e destina-se a sediar festivais equestres e agrícolas. O pavilhão pode acomodar até 7 000 pessoas.

## Formato e visual
O vídeo introdutório foi sobre o encontro entre o passado e o presente da Irlanda. Misturou imagens de vestígios arqueológicos, paisagens irlandesas, castelos, falésias, episódios de vida social e cultural, percorrendo assim a história do país, da Antiguidade ao período contemporâneo.
A orquestra de 46 membros, dirigida por Noel Kelehan, causou certos problemas para algumas canções por não ter nenhum instrumento de sopro, pois Kelehan não acreditava que o instrumento seria orquestral, o que causou grande preocupação com a música do Reino Unido, pois um saxofone aparecia na parte instrumental da música. Andy Hill - o produtor do single - disse que, se soubesse, eles teriam retirado um dos dois coristas para ser substituídos por um saxofonista, pois na gravação no estúdio foram usados dois
Do ponto de vista da produção, esta edição é considerada um ponto sem volta na história, pois a RTÉ aumentou de forma gigantesca o evento, e foi construído o maior palco até então. A decoração de Michael Grogan foi dividida em três partes distintas. Pela primeira vez a orquestra foi colocada em uma arquibanca. Esta parte foi delimitada por uma escadaria curva cujas bordas dos degraus eram luminosas. Os maestros tiveram que descer para chegar a um círculo. Acima da orquestra pendia uma faixa curva. No centro estava o palco em que os artistas se apresentavam. Consistia em três círculos interligados, sustentando cinco pódios circulares de diferentes alturas, interligados por degraus. Círculos, degraus e pódios tinham bordas brilhantes. A decoração por trás dos artistas era uma representação estilizada de um motivo tradicional celta. Era uma faixa curva, dividida em quartos e sustentando quatro círculos simétricos. Este elemento foi atravessado por costelas, às quais foram anexadas lâmpadas. Todo o conjunto assumia cores diferentes, dependendo das atuações. À direita, finalmente, estava o comitê e o placar, localizado no topo de um arco curvo. Dois pódios foram desenhados, um para a apresentadora e outro para a mesa do supervisor. No arco, logo abaixo da mesa, havia uma porta de correr que deveria abrir no final da votação para deixar o vencedor entrar.
Outro ponto sem volta, foi a criação da "Green-room" (Sala Verde), local onde os artistas participantes aguardavam a sua passagem no palco e os resultados. A cor verde está associada ao país e a esperança da vitória. Foi também criada a "Eurovision Village", um local onde os artistas poderiam se divertir, interagir com o público e se apresentar com músicas de seu repertório. A RTÉ queria mostrar o frenesi que a realização do evento no país e não somente a realização de um mero programa de televisão.
A apresentadora foi Doireann Ní Bhriain, que falou aos espectadores em irlandês, inglês e francês.
Os cartões postais começaram com uma visão de um globo estilizado. O país participante cresceu então, até ocupar a tela inteira. Vídeos então mostraram os artistas e compositores passeando por Dublin, entre os ensaios.
O intervalo foi ocupado pelo grupo folk Plantxy e sua composição "Timedance". Paralelamente ao vídeo introdutório, o intervalo encenou a cultura irlandesa através dos tempos e explorou em três pinturas,todos os aspectos do evento por meio de manifestações. A música foi especialmente projetada para a ocasião por Bill Whelan. A coreografia foi feita por Iain Montague e executada pelos bailarinos da Dublin City Ballet. A primeira pintura foi uma peça neolítica; a segunda, uma peça inédita composta no estilo dos harpistas tradicionais; a terceira, uma peça que destaca a influência da música contemporânea na música folclórica. Após a competição, o Timedance alcançou o terceiro lugar em vendas recordes na Irlanda.

## Votação
Cada país tinha um júri composto por 11 elementos, que atribuiu 12, 10, 8, 7, 6, 5, 4, 3, 2, 1 pontos às dez canções mais votadas.
O supervisor executivo da EBU foi Frank Naef.
A votação foi marcada por três situações. Em primeiro lugar, o júri austríaco votou com a ordem dos países alterados, e o supervisor (Frank Naef) pediu-lhe para dar os votos em ordem crescente. Em segundo lugar, quando a apresentadora fez o contato com o júri da Jugoslávia e pediu os votos, a porta-voz (Helga Vlahović, apresentadora da edição de 1990) respondeu "não os tenho" e a apresentadora agradeceu. Finalmente, num dos momentos em que a Irlanda, o país anfitrião, acrescentou pontos, por engano eles levantaram mais de 300 pontos para o placar, o que provocou o riso do público.
Durante a votação, a câmera fez vários close-ups dos artistas. Em particular, Jean Gabilou, Sheeba, Bucks Fizz e Lena Valaitis apareceram.

## Participações

Países participantes

| País          | Título original da Canção                  | Artista                        | Processo                                                | Data da Selecção        |
| País          | Tradução em Português                      | Idiomas de Interpretação       | Processo                                                | Data da Selecção        |
| ------------- | ------------------------------------------ | ------------------------------ | ------------------------------------------------------- | ----------------------- |
| Alemanha      | "Johnny Blue"                              | Lena Valaitis                  | Ein lied für Dublin 1981                                | 28 de fevereiro de 1981 |
| Alemanha      | Johnny Blue                                | Alemão                         | Ein lied für Dublin 1981                                | 28 de fevereiro de 1981 |
| Áustria       | "Wenn du da bist"                          | Marty Brem                     | Österreichische Vorausscheidung 1981                    | 26 de fevereiro de 1981 |
| Áustria       | Quando estás aqui                          | Alemão                         | Österreichische Vorausscheidung 1981                    | 26 de fevereiro de 1981 |
| Bélgica       | "Samson"                                   | Emly Starr                     | Eurosong 1981                                           | 7 de março de 1981      |
| Bélgica       | Sansão                                     | Holandês                       | Eurosong 1981                                           | 7 de março de 1981      |
| Chipre        | "Monika" (Μόνικα)                          | Island                         | Seleção interna                                         | -                       |
| Chipre        | Mónica                                     | Grego                          | Seleção interna                                         | -                       |
| Dinamarca     | "Krøller eller ej"                         | Debbie Cameron e Tommy Seebach | Dansk Melodi Grand-Prix 1981                            | 28 de fevereiro de 1981 |
| Dinamarca     | Cabelos encaracolados ou não               | Dinamarquês                    | Dansk Melodi Grand-Prix 1981                            | 28 de fevereiro de 1981 |
| Espanha       | "Y sólo tú"                                | Bacchelli                      | Seleção Interna                                         | -                       |
| Espanha       | E só tu                                    | Castelhano                     | Seleção Interna                                         | -                       |
| Finlândia     | "Reggae OK"                                | Riki Sorsa                     | Euroviisut 1981                                         | 21 de fevereiro de 1981 |
| Finlândia     | Reggae OK                                  | Finlandês                      | Euroviisut 1981                                         | 21 de fevereiro de 1981 |
| França        | "Humanahum"                                | Jean Gabilou                   | Concours de la Chanson Française pour l'Eurovision 1981 | 8 de março de 1981      |
| França        | Olá, Olá Senhores e Senhoras               | Francês                        | Concours de la Chanson Française pour l'Eurovision 1981 | 8 de março de 1981      |
| Grécia        | "Feggari kalokerino" (Φεγγάρι καλοκαιρινό) | Yiannis Dimitras               | Seleção Interna                                         | -                       |
| Grécia        | Lua de verão                               | Grego                          | Seleção Interna                                         | -                       |
| Irlanda       | "Horoscopes"                               | Sheeba                         | Irish Final 1981                                        | 1 de março de 1981      |
| Irlanda       | Os horóscopos                              | Inglês                         | Irish Final 1981                                        | 1 de março de 1981      |
| Israel        | "Halayla" (הלילה)                          | Hakol Over Habibi              | Kdam Eurovision 1981                                    | 3 de março de 1981      |
| Israel        | Esta noite                                 | Hebraico                       | Kdam Eurovision 1981                                    | 3 de março de 1981      |
| Iugoslávia    | "Lejla" (Лејла)                            | Vajta                          | Pjesma Eurovizije 1981                                  | 28 de fevereiro de 1981 |
| Iugoslávia    | Lejla                                      | Bósnio                         | Pjesma Eurovizije 1981                                  | 28 de fevereiro de 1981 |
| Luxemburgo    | "C'est peut-être pas l'Amérique"           | Jean-Claude Pascal             | Seleção interna                                         | -                       |
| Luxemburgo    | Isto não pode ser a América                | Francês                        | Seleção interna                                         | -                       |
| Noruega       | "Aldri i livet"                            | Finn Kalvik                    | Melodi Grand Prix 1981                                  | 7 de março de 1981      |
| Noruega       | Nunca na minha vida                        | Norueguês                      | Melodi Grand Prix 1981                                  | 7 de março de 1981      |
| Países Baixos | "Het is een wonder"                        | Linda Williams                 | Nationaal Songfestival 1981                             | 11 de março de 1981     |
| Países Baixos | É um milagre                               | Holandês                       | Nationaal Songfestival 1981                             | 11 de março de 1981     |
| Portugal      | "Playback"                                 | Carlos Paião                   | Festival RTP da Canção 1981                             | 7 de março de 1981      |
| Portugal      | Playback                                   | Português                      | Festival RTP da Canção 1981                             | 7 de março de 1981      |
| Reino Unido   | "Making Your Mind Up"                      | Bucks Fizz                     | A song for Europe 1981                                  | 11 de março de 1981     |
| Reino Unido   | Decide-te                                  | Inglês                         | A song for Europe 1981                                  | 11 de março de 1981     |
| Suécia        | "Fångad i en dröm"                         | Björn Skifs                    | Melodifestivalen 1981                                   | 21 de fevereiro de 1981 |
| Suécia        | Apanhado num sonho                         | Sueco                          | Melodifestivalen 1981                                   | 21 de fevereiro de 1981 |
| Suíça         | "Io senza te"                              | Peter, Sue & Marc              | Finale Suisse 1981                                      | 21 de fevereiro de 1981 |
| Suíça         | Eu sem ti                                  | Italiano                       | Finale Suisse 1981                                      | 21 de fevereiro de 1981 |
| Turquia       | "Dönme Dolap"                              | Modern Folk Trio & Ayseg       | Eurovision Şarkı Yarışması Türkiye Finali 1981          | 14 de fevereiro de 1981 |
| Turquia       | O carrossel                                | Turco                          | Eurovision Şarkı Yarışması Türkiye Finali 1981          | 14 de fevereiro de 1981 |

## Festival
| #   | País          | Idioma      | Artista                        | Canção                                     | Lugar | Pontuação |
| --- | ------------- | ----------- | ------------------------------ | ------------------------------------------ | ----- | --------- |
| 1º  | Áustria       | Alemão      | Marty Brem                     | "Wenn du da bist"                          | 17º   | 20        |
| 2º  | Turquia       | Turco       | Modern Folk Trio & Ayseg       | "Dönme Dolap"                              | 18º   | 9         |
| 3º  | Alemanha      | Alemão      | Lena Valaitis                  | "Johnny Blue"                              | 2º    | 132       |
| 4º  | Luxemburgo    | Francês     | Jean-Claude Pascal             | "C'est peut-être pas l'Amérique"           | 11º   | 41        |
| 5º  | Israel        | Hebraico    | Hakol Over Habibi              | "Halayla" (הלילה)                          | 7º    | 56        |
| 6º  | Dinamarca     | Dinamarquês | Debbie Cameron e Tommy Seebach | "Krøller eller ej"                         | 11º   | 41        |
| 7º  | Iugoslávia    | Bósnio      | Vajta                          | "Lejla" (Лејла)                            | 15º   | 35        |
| 8º  | Finlândia     | Finlandês   | Riki Sorsa                     | "Reggae OK"                                | 16º   | 27        |
| 9º  | França        | Francês     | Jean Gabilou                   | "Humanahum"                                | 3º    | 125       |
| 10º | Espanha       | Castelhano  | Bacchelli                      | "Y sólo tú"                                | 14º   | 38        |
| 11º | Países Baixos | Holandês    | Linda Williams                 | "Het is een wonder"                        | 9º    | 51        |
| 12º | Irlanda       | Inglês      | Sheeba                         | "Horoscopes"                               | 5º    | 105       |
| 13º | Noruega       | Norueguês   | Finn Kalvik                    | "Aldri i livet"                            | 20º   | 0         |
| 14º | Reino Unido   | Inglês      | Bucks Fizz                     | "Making your mind up"                      | 1º    | 136       |
| 15º | Portugal      | Português   | Carlos Paião                   | "Playback"                                 | 18º   | 9         |
| 16º | Bélgica       | Holandês    | Emly Starr                     | "Samson"                                   | 13º   | 40        |
| 17º | Grécia        | Grego       | Yiannis Dimitras               | "Feggari kalokerino" (Φεγγάρι καλοκαιρινό) | 8º    | 55        |
| 18º | Chipre        | Grego       | Island                         | "Monika" ("Μόνικα")                        | 6º    | 69        |
| 19º | Suíça         | Italiano    | Peter, Sue & Marc              | "Io senza te"                              | 4º    | 121       |
| 20º | Suécia        | Sueco       | Björn Skifs                    | "Fångad i en dröm"                         | 10º   | 50        |

### Resultados
A ordem de votação no Festival Eurovisão da Canção 1981, foi a seguinte:

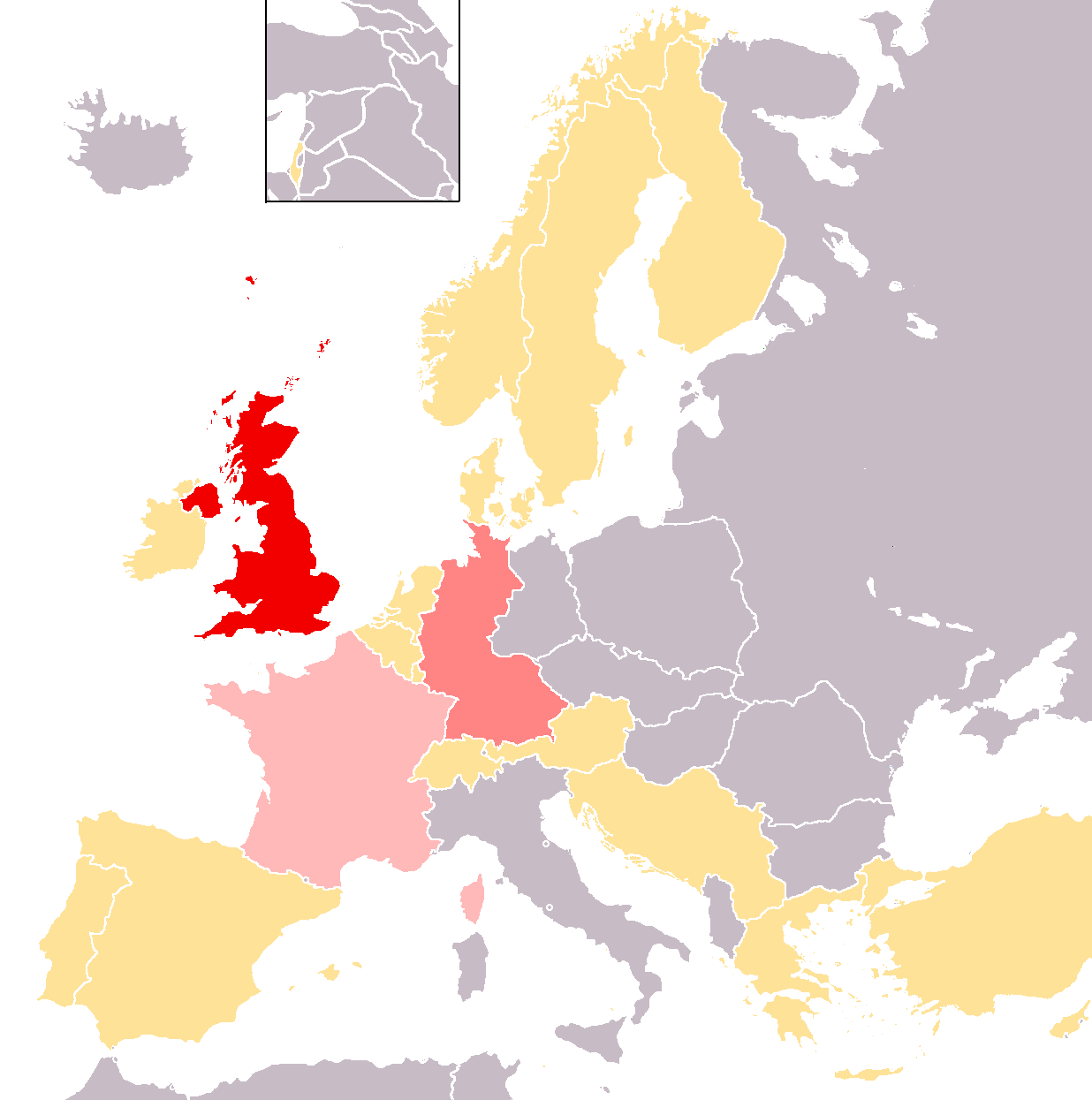
Vencedor
2º classificado
3º classificado

| Países Votantes | Países Pontuados | Países Pontuados | Países Pontuados | Países Pontuados | Países Pontuados | Países Pontuados | Países Pontuados                              | Países Pontuados | Países Pontuados | Países Pontuados | Países Pontuados | Países Pontuados     | Países Pontuados | Países Pontuados | Países Pontuados | Países Pontuados | Países Pontuados | Países Pontuados | Países Pontuados | Países Pontuados |
| --------------- | ---------------- | ---------------- | ---------------- | ---------------- | ---------------- | ---------------- | --------------------------------------------- | ---------------- | ---------------- | ---------------- | ---------------- | -------------------- | ---------------- | ---------------- | ---------------- | ---------------- | ---------------- | ---------------- | ---------------- | ---------------- |
| Países Votantes | Áustria          | Turquia          | Alemanha         | Luxemburgo       | Israel           | Dinamarca        | República Socialista Federativa da Iugoslávia | Finlândia        | França           | Espanha          | Países Baixos    | República da Irlanda | Noruega          | Reino Unido      | Portugal         | Bélgica          | Grécia           | Chipre           | Suíça            | Suécia           |
| Áustria         |                  |                  | 5                | 10               | 8                |                  |                                               |                  | 12               |                  | 3                | 7                    |                  | 4                |                  | 1                | 6                |                  | 2                |                  |
| Turquia         | 6                |                  | 12               |                  |                  | 1                | 4                                             |                  |                  | 10               | 5                | 3                    |                  | 8                |                  | 7                |                  |                  | 2                |                  |
| Alemanha        |                  |                  |                  | 5                |                  | 1                |                                               |                  | 12               |                  | 3                | 6                    |                  | 4                | 8                |                  | 2                |                  | 7                | 10               |
| Luxemburgo      |                  | 1                | 3                |                  | 4                | 7                |                                               |                  | 12               |                  |                  | 10                   |                  | 5                |                  |                  | 6                |                  | 8                | 1                |
| Israel          |                  |                  | 8                | 3                |                  |                  |                                               | 2                | 7                | 6                | 4                | 10                   |                  | 12               |                  | 1                |                  |                  |                  |                  |
| Dinamarca       | 1                |                  | 8                |                  |                  |                  |                                               |                  | 2                |                  | 7                | 12                   |                  | 10               |                  | 6                |                  | 5                | 4                | 5                |
| Iugoslávia      |                  | 3                | 2                |                  |                  |                  |                                               |                  | 4                |                  |                  | 5                    |                  | 10               |                  | 8                | 1                | 3                | 12               | 7                |
| Finlândia       |                  | 5                | 7                | 4                | 6                |                  | 8                                             |                  | 10               |                  |                  |                      |                  | 3                |                  | 2                |                  | 6                | 12               | 1                |
| França          | 5                |                  | 8                | 3                |                  | 4                |                                               | 1                |                  |                  | 2                | 6                    |                  | 7                |                  |                  |                  |                  | 10               | 12               |
| Espanha         | 6                |                  | 12               | 1                |                  | 3                |                                               | 2                |                  |                  | 7                | 5                    |                  | 8                |                  |                  | 10               |                  | 4                |                  |
| Países Baixos   |                  |                  | 3                |                  | 7                | 2                |                                               | 5                | 6                | 4                |                  | 10                   |                  | 12               |                  |                  |                  | 8                | 1                |                  |
| Irlanda         |                  |                  | 6                |                  | 7                |                  | 2                                             | 5                | 4                | 3                |                  |                      |                  | 10               |                  |                  | 1                | 8                | 12               |                  |
| Noruega         |                  |                  | 4                |                  | 8                |                  | 1                                             |                  | 5                | 10               |                  |                      |                  | 3                |                  |                  | 2                | 7                | 12               | 6                |
| Reino Unido     |                  |                  | 7                |                  | 4                | 5                |                                               |                  | 1                |                  | 6                |                      |                  |                  |                  | 3                | 8                | 10               | 12               | 3                |
| Portugal        |                  |                  | 12               | 4                | 5                | 2                |                                               | 1                | 10               | 3                | 7                |                      |                  | 6                |                  |                  |                  |                  | 8                |                  |
| Bélgica         |                  |                  | 10               |                  |                  | 12               | 5                                             |                  | 3                |                  | 2                | 1                    |                  | 8                |                  |                  | 6                | 7                |                  | 4                |
| Grécia          |                  |                  | 5                |                  |                  |                  | 2                                             |                  | 8                |                  | 3                | 10                   |                  | 6                | 1                | 7                |                  | 12               | 4                |                  |
| Chipre          |                  |                  | 8                |                  |                  |                  | 3                                             |                  | 7                |                  | 2                | 12                   |                  | 4                |                  | 5                | 6                |                  | 10               | 1                |
| Suíça           |                  |                  |                  | 6                | 4                |                  | 10                                            | 5                | 12               | 2                |                  | 1                    |                  | 8                |                  |                  | 7                | 3                |                  |                  |
| Suécia          | 2                |                  | 12               | 5                | 3                | 4                |                                               | 6                | 10               |                  |                  | 7                    |                  | 8                |                  |                  |                  |                  | 1                |                  |
| Total           | 20               | 9                | 132              | 41               | 56               | 41               | 35                                            | 27               | 125              | 38               | 51               | 105                  | 0                | 136              | 9                | 40               | 55               | 69               | 121              | 50               |
| Lugar           | 17º              | 18º              | 2º               | 11º              | 7º               | 11º              | 15º                                           | 16º              | 3º               | 14º              | 9º               | 5º                   | 20º              | 1º               | 18º              | 13º              | 8º               | 6º               | 4º               | 10º              |
| Países Votantes | Áustria          | Turquia          | Alemanha         | Luxemburgo       | Israel           | Dinamarca        | República Socialista Federativa da Iugoslávia | Finlândia        | França           | Espanha          | Países Baixos    | República da Irlanda | Noruega          | Reino Unido      | Portugal         | Bélgica          | Grécia           | Chipre           | Suíça            | Suécia           |
| Países Votantes | Países Pontuados |                  |                  |                  |                  |                  |                                               |                  |                  |                  |                  |                      |                  |                  |                  |                  |                  |                  |                  |                  |

| Países Votantes | Países Pontuados | Países Pontuados | Países Pontuados | Países Pontuados | Países Pontuados | Países Pontuados | Países Pontuados                              | Países Pontuados | Países Pontuados | Países Pontuados | Países Pontuados | Países Pontuados     | Países Pontuados | Países Pontuados | Países Pontuados | Países Pontuados | Países Pontuados | Países Pontuados | Países Pontuados | Países Pontuados |
| --------------- | ---------------- | ---------------- | ---------------- | ---------------- | ---------------- | ---------------- | --------------------------------------------- | ---------------- | ---------------- | ---------------- | ---------------- | -------------------- | ---------------- | ---------------- | ---------------- | ---------------- | ---------------- | ---------------- | ---------------- | ---------------- |
| Países Votantes | Áustria          | Turquia          | Alemanha         | Luxemburgo       | Israel           | Dinamarca        | República Socialista Federativa da Iugoslávia | Finlândia        | França           | Espanha          | Países Baixos    | República da Irlanda | Noruega          | Reino Unido      | Portugal         | Bélgica          | Grécia           | Chipre           | Suíça            | Suécia           |
| Áustria         | 0                | 0                | 5                | 10               | 8                | 0                | 0                                             | 0                | 12               | 0                | 3                | 7                    | 0                | 4                | 0                | 1                | 6                | 0                | 2                | 0                |
| Turquia         | 6                | 0                | 17               | 10               | 8                | 1                | 4                                             | 0                | 12               | 10               | 8                | 10                   | 0                | 12               | 0                | 8                | 6                | 0                | 4                | 0                |
| Alemanha        | 6                | 0                | 17               | 15               | 8                | 2                | 4                                             | 0                | 24               | 10               | 11               | 16                   | 0                | 16               | 8                | 8                | 8                | 0                | 11               | 10               |
| Luxemburgo      | 6                | 1                | 20               | 15               | 12               | 9                | 4                                             | 0                | 36               | 10               | 11               | 26                   | 0                | 21               | 8                | 8                | 14               | 0                | 19               | 11               |
| Israel          | 6                | 1                | 28               | 18               | 12               | 9                | 4                                             | 2                | 43               | 16               | 15               | 36                   | 0                | 33               | 8                | 9                | 14               | 0                | 19               | 11               |
| Dinamarca       | 7                | 1                | 36               | 18               | 12               | 9                | 4                                             | 2                | 45               | 16               | 22               | 48                   | 0                | 43               | 8                | 15               | 14               | 5                | 23               | 16               |
| Iugoslávia      | 7                | 4                | 38               | 18               | 12               | 9                | 4                                             | 2                | 49               | 16               | 22               | 53                   | 0                | 53               | 8                | 23               | 15               | 8                | 35               | 23               |
| Finlândia       | 7                | 9                | 45               | 22               | 18               | 9                | 12                                            | 2                | 59               | 16               | 22               | 53                   | 0                | 56               | 8                | 25               | 15               | 14               | 47               | 24               |
| França          | 12               | 9                | 53               | 25               | 18               | 13               | 12                                            | 3                | 59               | 16               | 24               | 59                   | 0                | 63               | 8                | 25               | 15               | 14               | 57               | 36               |
| Espanha         | 18               | 9                | 65               | 26               | 18               | 16               | 12                                            | 5                | 59               | 16               | 31               | 64                   | 0                | 71               | 8                | 25               | 25               | 14               | 61               | 36               |
| Países Baixos   | 18               | 9                | 68               | 26               | 25               | 18               | 12                                            | 10               | 65               | 20               | 31               | 74                   | 0                | 83               | 8                | 25               | 25               | 22               | 62               | 36               |
| Irlanda         | 18               | 9                | 74               | 26               | 32               | 18               | 14                                            | 15               | 69               | 23               | 31               | 74                   | 0                | 93               | 8                | 25               | 26               | 30               | 74               | 36               |
| Noruega         | 18               | 9                | 78               | 26               | 40               | 18               | 15                                            | 15               | 74               | 33               | 31               | 74                   | 0                | 96               | 8                | 25               | 28               | 37               | 86               | 42               |
| Reino Unido     | 18               | 9                | 85               | 26               | 44               | 23               | 15                                            | 15               | 75               | 33               | 37               | 74                   | 0                | 96               | 8                | 28               | 36               | 47               | 98               | 45               |
| Portugal        | 18               | 9                | 97               | 30               | 49               | 25               | 15                                            | 16               | 85               | 36               | 44               | 74                   | 0                | 102              | 8                | 28               | 36               | 47               | 106              | 45               |
| Bélgica         | 18               | 9                | 107              | 30               | 49               | 37               | 20                                            | 16               | 88               | 36               | 46               | 75                   | 0                | 110              | 8                | 28               | 42               | 54               | 106              | 49               |
| Grécia          | 18               | 9                | 112              | 30               | 49               | 37               | 22                                            | 16               | 96               | 36               | 49               | 85                   | 0                | 116              | 9                | 35               | 42               | 66               | 110              | 49               |
| Chipre          | 18               | 9                | 120              | 30               | 49               | 37               | 25                                            | 16               | 103              | 36               | 51               | 97                   | 0                | 120              | 9                | 40               | 48               | 66               | 120              | 50               |
| Suíça           | 18               | 9                | 120              | 36               | 53               | 37               | 35                                            | 21               | 115              | 38               | 51               | 98                   | 0                | 128              | 9                | 40               | 55               | 69               | 120              | 50               |
| Suécia          | 20               | 9                | 132              | 41               | 56               | 41               | 35                                            | 27               | 125              | 38               | 51               | 105                  | 0                | 136              | 9                | 40               | 55               | 69               | 121              | 50               |
| Lugar           | 17º              | 18º              | 2º               | 11º              | 7º               | 11º              | 15º                                           | 16º              | 3º               | 14º              | 9º               | 5º                   | 20º              | 1º               | 18º              | 13º              | 8º               | 6º               | 4º               | 10º              |
| Países Votantes | Áustria          | Turquia          | Alemanha         | Luxemburgo       | Israel           | Dinamarca        | República Socialista Federativa da Iugoslávia | Finlândia        | França           | Espanha          | Países Baixos    | República da Irlanda | Noruega          | Reino Unido      | Portugal         | Bélgica          | Grécia           | Chipre           | Suíça            | Suécia           |
| Países Votantes | Países Pontuados |                  |                  |                  |                  |                  |                                               |                  |                  |                  |                  |                      |                  |                  |                  |                  |                  |                  |                  |                  |

#### 12 pontos
Os países que receberam 12 pontos foram os seguintes:
| # | Países Pontuados | Países Votantes                                      |
| - | ---------------- | ---------------------------------------------------- |
| 5 | Suíça            | Finlândia, Jugoslávia, Irlanda, Noruega, Reino Unido |
| 4 | França           | Alemanha, Áustria, Luxemburgo, Suíça                 |
| 4 | Alemanha         | Espanha, Portugal, Suécia, Turquia                   |
| 2 | Irlanda          | Chipre, Dinamarca                                    |
| 2 | Reino Unido      | Israel, Países Baixos                                |
| 1 | Chipre           | Grécia                                               |
| 1 | Dinamarca        | Bélgica                                              |
| 1 | Suécia           | França                                               |

### Maestros
Em baixo encontra-se a lista de maestros que conduziram a orquestra, na respectiva actuação de cada país concorrente.
| País          | Maestro              |
| ------------- | -------------------- |
| Áustria       | Richard Österreicher |
| Turquia       | Onno Tunç            |
| Alemanha      | Wolfgang Rödelberger |
| Luxemburgo    | Joël Rocher          |
| Israel        | Eldad Shrim          |
| Dinamarca     | Allan Botschinsky    |
| Iugoslávia    | Ranko Rihtman        |
| Finlândia     | Henrik Otto Donner   |
| França        | David Sprinfield     |
| Espanha       | Juan Barcons         |
| Países Baixos | Rogier van Otterloo  |
| Irlanda       | Noel Kelehan         |
| Noruega       | Sigurd Jansen        |
| Reino Unido   | John Coleman         |
| Portugal      | Shegundo Galarza     |
| Bélgica       | Giuseppe Marchese    |
| Grécia        | Yiorgos Niarchos     |
| Chipre        | Michalis Rozakis     |
| Suíça         | Rolf Zuckowski       |
| Suécia        | Anders Berglund      |

## Artistas repetentes
Em 1981, os repetentes foram:
| País (1981) | Foto     | Artista                                  | Ano Anterior | País Representado                    | Canção                                | Tradução                               | Pontuação | Classificação |
| ----------- | -------- | ---------------------------------------- | ------------ | ------------------------------------ | ------------------------------------- | -------------------------------------- | --------- | ------------- |
| Luxemburgo  |          | Jean-Claude Pascal                       | ESC 1961     | Luxemburgo                           | "Nous les amoureux"                   | Nós os amorosos                        | 31        | 1º            |
| Suíça       |          | Peter, Sue & Marc                        | ESC 1971     | Suíça                                | "Les illusions de nos vingt ans"      | As ilusões dos nossos vinte anos       | 78        | 12º           |
| Suíça       | ESC 1976 | Peter, Sue & Marc                        | Suíça        | "Djambo, Djambo"                     | Djambo, Djambo                        | 91                                     | 4º        |               |
| Suíça       | ESC 1979 | Peter, Sue & Marc                        | Suíça        | "Trödler und Co"                     | Folgazão e Cia                        | 60                                     | 10º       |               |
| Irlanda     |          | Maxi (como parte das Sheeba)             | ESC 1973     | Irlanda                              | "Do I Dream"                          | Eu sonho                               | 80        | 10º           |
| Suécia      |          | Björn Skifs                              | ESC 1978     | Suécia                               | "Det blir alltid värre framåt natten" | Isso torna-se sempre pior ao anoitecer | 26        | 14º           |
| Reino Unido |          | Cheryl Baker (como parte dos Bucks Fizz) | ESC 1978     | Reino Unido (como parte dos Co-Co)   | "The bad old days"                    | Os maus velhos tempos                  | 61        | 11º           |
| Dinamarca   |          | Tommy Seebach (com Debbie Cameron)       | ESC 1979     | Dinamarca                            | "Disco Tango"                         | Disco Tango                            | 76        | 6º            |
| Áustria     |          | Marty Brem                               | ESC 1980     | Áustria (como parte dos Blue Danube) | "Du bist Musik"                       | Tu és música                           | 64        | 8º            |